# Bomba al cobalto
La bomba al cobalto (detta anche bomba gamma o bomba G) è un tipo particolare di bomba H teorizzata dal fisico Leó Szilárd, secondo il quale, producendo un fallout di lunga durata, avrebbe potuto cancellare la vita dalla Terra.
Szilárd la propose nel febbraio del 1950, non come effettivo progetto, ma per evidenziare il fatto che presto sarebbe stato possibile creare armi in grado di cancellare la vita dalla Terra.
Nel 2019, sembrerebbe che un solo tipo di ordigno con un nucleo al cobalto sia presente negli arsenali russi, il siluro "Status-6" – un veicolo sottomarino senza pilota, una sorta di drone subacqueo – in grado di contaminare vaste zone costiere situate vicino alla zona di esplosione.

## Funzionamento
L'idea della bomba al cobalto si basa sulla possibilità di utilizzare i neutroni presenti nell'esplosione nucleare di una bomba H per trasmutare del comune cobalto (cobalto-59 non radioattivo) nell'isotopo cobalto-60 radioattivo.
La bomba è quindi costruita come una normale bomba H in cui l'uranio provoca 2/3 dell'energia sprigionata ed il restante terzo appartiene alla reazione di fusione nucleare (in una bomba H la fissione dell'uranio innesca la fusione nucleare). La differenza è nello strato esterno, detto tamper, che è costituito da cobalto metallico. Al momento dell'esplosione, i neutroni veloci prodotti dalla fusione termonucleare bombardano il cobalto-59 trasmutandolo in cobalto-60 radioattivo e disperdendolo poi nel fallout.
Il cobalto-60 decade per decadimento beta in nichel-60 (stabile) il quale diseccitandosi emette raggi gamma. Il cobalto-60 ha un periodo di dimezzamento pari a 5,27 anni.

## Nel cinema
Nel film Missione Goldfinger, l'intento dell'antagonista principale consiste nel far esplodere una bomba nel deposito aureo di Fort Knox, in modo tale da rendere radioattiva la riserva d'oro degli Stati Uniti per 58 anni, usando per l'appunto un ordigno al cobalto, da lui stesso definito piccolo ma molto radioattivo.
Nel Dottor Stranamore i sovietici creano l'"ordigno fine di mondo", un sistema difensivo che reagisce ad un first strike nucleare con lanci automatici di missili al "cobalto torio G".